# 150P/LONEOS
150P/LONEOS è una cometa periodica appartenente alla famiglia delle comete gioviane. La cometa è stata scoperta il 25 novembre 2000 dal programma di ricerca astronomica LONEOS.
Inizialmente ritenuta un asteroide e come tale denominata 2000 WT168, nel febbraio 2001 ci si accorse che presentava attività cometaria e quindi fu ridenominata P/2000 WT168 LONEOS. Nel marzo 2001 furono rinvenute immagini di prescoperta risalenti al marzo 1978 e al marzo 1986.